# Creagrutus pila
Creagrutus pila es una especie de pez de la familia Characidae en el orden de los Characiformes.

## Morfología
Los machos pueden llegar alcanzar los 7,1 cm de longitud total.

## Hábitat
Vive en zonas de clima tropical.

## Distribución geográfica
Se encuentran en Sudamérica: afluentes del río acecho (afluente de la orilla izquierda del río Ucayali ).